# Orvvadászat

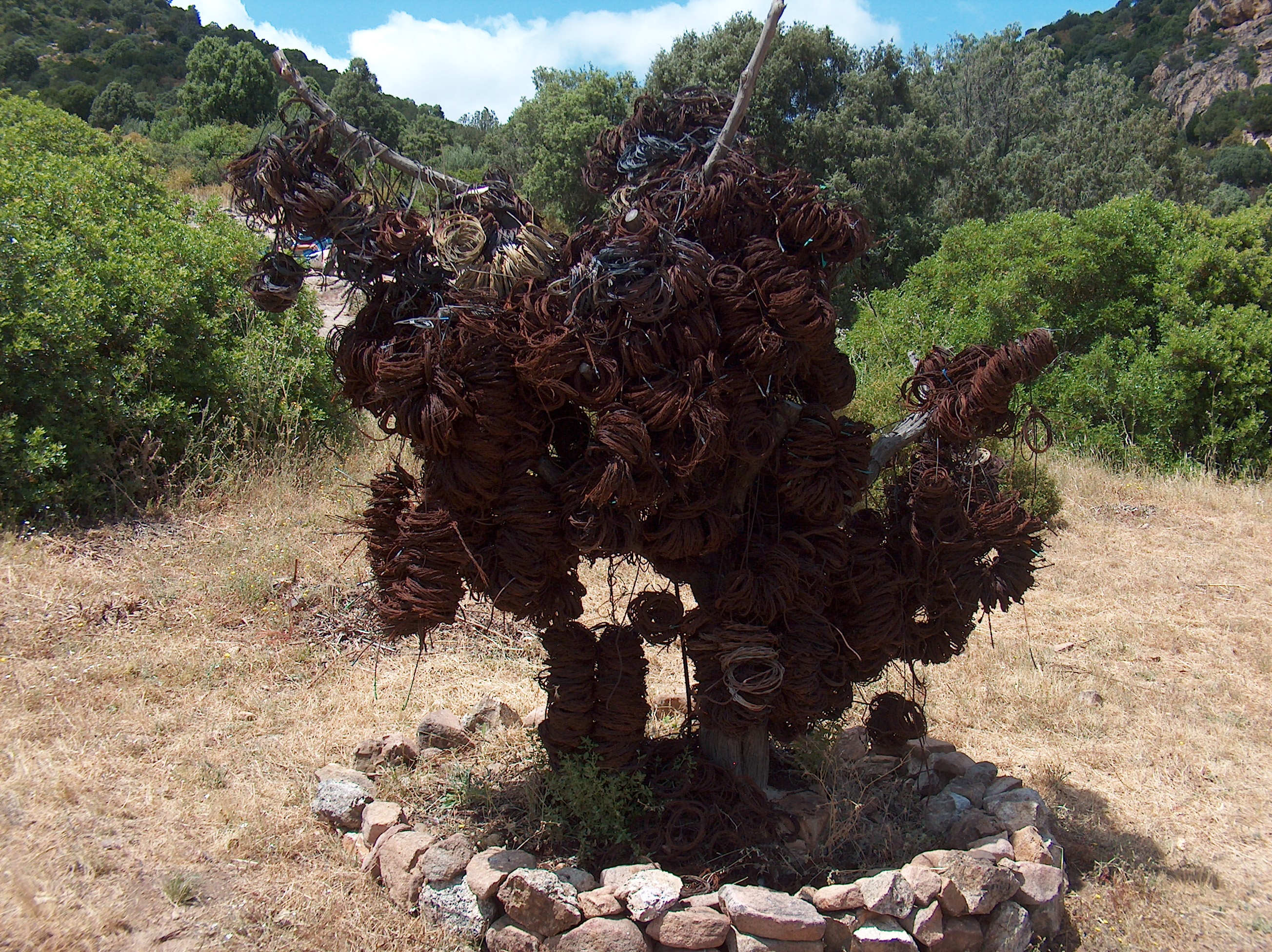
Begyűjtött csapdák, és dróthurkok, melyeket Monte Arcosu természetvédelmi területen Szardínia szigetén szedtek össze. Az eszközökkel a kihalás szélén lévő korzikai gímszarvast és a szardíniai vaddisznót akarták befogni

Orvvadászatnak vagy vadorzásnak azt a cselekedetet nevezik, amikor valaki törvényellenesen, nem a megengedett feltételek szerint vadászik.
Világszerte gondot okoznak az orvvadászok és jelentős feketekereskedelem (illegális kereskedelem) is áll mögöttük. Az orvvadászok általában anyagi haszonszerzésből, de egyes helyeken a megélhetési gondok enyhítése érdekében folytatják a törvényellenes tevékenységüket, melynek eredményeként állatfajok pusztulnak el vagy kerülnek a kihalás szélére.
A szó jogi értelmében vadászatnak csak a vadfajok törvénynek megfelelő elfogása és elejtése minősül. Az orvvadászat nem a vadászat egy ága, hanem a vadászatra vonatkozó jogi előírások egy vagy több formában való megsértése.
Orvvadászatot elkövetni csak vadon élő állatok ellen lehet. Háziállatok vadászati eszközökkel való megölése sem vadászat, és nem is orvvadászatnak, hanem lopásnak minősül.

## Magyarországon törvényi szabályozása
Az orvvadászat a következők miatt lehet törvénytelen:
- A vadászat nem a vadászati idényben, azaz tilalmi időben történik (pl. vemhes állatra való vadászat). A tilalmi idő az első vadászati jogszabályokban általában a szaporodási időszakra terjedt ki, ez a későbbiekben számos más vadvédelmi intézkedéssel is bővült.
- Az orvvadásznak általában nincs fegyverhasználati engedélye.
- Az orvvadásznak többnyire nincs vadászvizsgája.
- Az orvvadásznak rendszerint nincs vadászati engedélye vagy vadászjegye.
- Az orvvadász gyakran értékesítik az illegálisan az elejtett vad húsát vagy más részeit (bőr, szőrme, agancs, szarv, belső szervek).
- A vadászat nem a törvény által engedélyezett napszakban, pl. éjszaka és lámpával történik.
- Az orvvadászok gyakran használnak tiltott vadászati eszközöket (lábfogó csapdák, hurkok) vagy nem engedélyezett fegyvereket (nyilvántartásba nem vett, vagy az adott vadászati módhoz; vadfajhoz nem megfelelő).
- Az orvvadászathoz gyakran használnak tiltott módszereket és eszközöket (lépezés, hálózás, éjjellátó készülékek, mozgó járműről való vadászat).
- Az orvvadászat tiltott területen is folyhat (pl. védett területen egyébként vadászható faj elejtése).
- Az orvvadász az adott területen nem jogosult vadászni (nem az ő vadászterülete).
- A védett fajok vadászata szintén orvvadászatnak minősül.

## Az orvvadászat mint bűncselekmény
A 2012-es magyar Büntető Törvénykönyv  - a korábbi Btk.-tól eltérően - az orvvadászatot  az állatkínzás tényállásából kiemelve új tényállásként kezeli. 

„Aki
a) vadászterületen vadászatra való jogosultság nélkül, illetve idegen vadászterületen vadászként engedély nélkül vad elejtésére vagy elfogására irányuló tevékenységet végez,
b) külön jogszabályban meghatározott, a vadfaj valamennyi egyedére kiterjedő vadászati tilalmi idő hatálya alá eső vadfaj egyedét ejti vagy fogja el,
c) külön jogszabályban meghatározott tiltott vadászati eszközzel, tiltott vadászati módon vagy kíméleti területen vad, illetve fokozottan védett vagy védett gerinces állat elejtésére vagy elfogására irányuló tevékenységet végez,
bűntett miatt három évig terjedő szabadságvesztéssel büntetendő.”

Nem kizárt az orvvadászatnak  az állatkínzással halmazatban való megállapítása  sem. Erre olyan esetben kerülhet sor, ha az állat elfogása, elejtése az állatnak különös szenvedést okoz, ilyenkor az állatkínzás minősített esete valósul meg (pl. az olyan vadcsapda alkalmazása, amelybe belekerülve az állat a kimúlása előtt megsebzetten, hosszú időn keresztül vergődik).